# Pseudosphromenus cupanus
Pseudosphromenus cupanus е вид бодлоперка от семейство Osphronemidae. Видът не е застрашен от изчезване.

## Разпространение и местообитание
Разпространен е в Бангладеш, Индия (Керала, Махаращра, Пондичери и Тамил Наду), Индонезия (Суматра), Малайзия (Западна Малайзия), Мианмар и Шри Ланка.
Обитава крайбрежията на сладководни и полусолени басейни, реки и потоци.

## Описание
На дължина достигат до 7,5 cm.
Популацията на вида е стабилна.